# Bab Saadoun

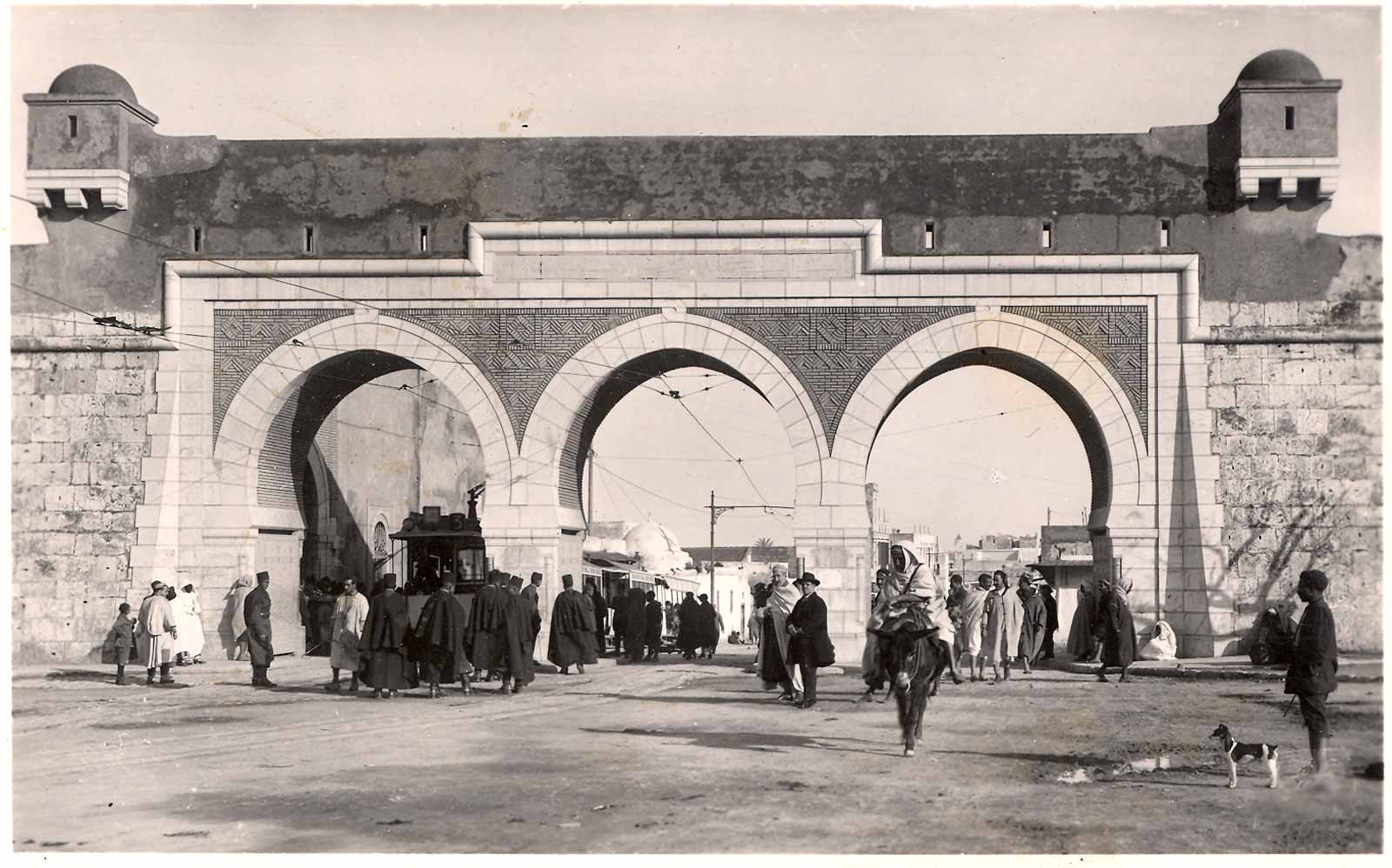
Bab Saadoun in 1940.

De Bab Saadoun is een stadspoort aan de rand van de medina van de Tunesische hoofdstad Tunis in de wijk Bab Souika. De poort is vernoemd naar de heilige Sidi Bou Saadoun en is waarschijnlijk gebouwd omstreeks 1350.
De poort ligt over de weg die naar Beja, Bizerte en El Kef leidt. Het bouwwerk had tot 1881 nog maar één enkele boog, maar deze werd al snel vervangen naar aanleiding van opkomend verkeer.
Een andere bekende stadspoort van Tunis is de Bab el Khadra.